# One Shot Deal
A One Shot Deal Frank Zappa posztumusz albuma, 2008 június 13-án jelent meg nagyrészt korábban kiadatlan koncertfelvételekkel.

## A dalok
1. Bathtub Man – 5:43
2. Space Boogers – 1:24
3. Hermitage' – 2:00
4. Trudgin' Across The Tundra – 4:01
5. Occam's Razor – 9:11
6. Heidelberg (1987) – 4:46
7. The Illinois Enema Bandit – 9:27
8. Australian Yellow Snow – 12:26
9. Rollo – 2:57

## A lemezről
A lemezről a megjelenés előtt szinte semmit nem lehetett tudni, Dweezil Zappa (Frank Zappa fia) mindössze annyira utalt egy sajtóközleményben, hogy "gitárszólók lesznek rajta, a Yellow Snow egyik legkorábbi változata és nagyzenekari anyag is. Nagyon jó, FZ hallhatóan vidám, sokat nevet". Gail Zappa (Frank Zappa özvegye, a hagyaték gondozója) egy interjúban így fogalmazott:
A One Shot Deal annyi volt, hogy odaszóltam Joe-nak: Gyerünk Joe, mennyi idő alatt csinálunk meg egy lemezt? Azt hiszem végül egy hét alatt raktuk össze. Meghallottam az Occam's Razor gitárszólót, és azt mondtam, hogy ezt ki kell adni.
A lemez fülszövegéből Gail Zappa kicsit homályos fogalmazásában az derül ki, hogy a lemez egyfajta "szendvics": az első 4 számot  és az utolsó kettőt maga Zappa szerkesztette és vágta össze egyelőre ismeretlen céllal ("így találtuk meg a Raktárban"), míg a köztes helyet Gail Zappa és Joe Travers töltötte ki a három gitárcentrikus darabbal.
Sokan értetlenül és némi kritikával fogadták az összeállítás ad hocnak tűnő koncepcióját, illetve a CD-formátumhoz képest meglehetősen rövid időtartamát (kb. 50 perc).
Az "Occam's Razor" az Inca Roads című dal élő változatában elhangzott szóló (1979), amit Zappa először – megvágva és új kíséretet adva hozzá – a Joe’s Garage albumon jelentette meg "On The Bus" címmel. A megoldás példa Zappa jellegzetes szerkesztési-vágási technikájára, amit "Xenochrony" névvel illetett.
Apró érdekesség, hogy az Occam's Razor és Heidelberg (1987) című szólók ugyanazon a helyszínen, de csaknem napra pontosan egy év eltéréssel hangzottak el.

## Háttérinformációk az egyes dalokról
1. Bathtub Man – 5:43 (Brock/Duke/FZ) [1974 ősze] – a Cosmik Debris szólói
  - FZ – szólógitár
  - Napoleon Murphy Brock – ének, szaxofon
  - George Duke – billentyűs hangszerek, ének
  - Ruth Underwood – ütőhangszerek
  - Tom Fowler – basszusgitár
  - Chester Thompson – dobok
2. Space Boogers – 1:24 [1974. november 8., (második koncert) – Capitol Theatre, Passaic, New Jersey]
  - FZ – szólógitár
  - George Duke – billentyűs hangszerek
  - Chester Thompson – dobok
3. Hermitage – 2:00 (1975. szeptember 18. – Royce Hall, Los Angeles, UCLA)
  - The Abnuceals Emuukha Electric Orchestra
4. Trudgin' Across The Tundra – 4:01 (1972. november 11., (első koncert) – DAR Constitution Hall, Washington, DC) – a Petit Wazoo zenekar
  - FZ – karmester, gitár
  - Tony Duran – slide gitár
  - Malcolm McNab – trombita
  - Gary Barone – trombita (szóló)
  - Tom Malone – trombita, harsona, tuba, piccolo, szaxofon
  - Bruce Fowler – harsona
  - Glenn Ferris – harsona
  - Earle Dumler – oboa, szaxofon, sarrusophone
  - Dave Parlato – basszusgitár
  - Jim Gordon – dobok, steel dobok
5. Occam's Razor – 9:11 [1979. március 21., – Rhein-Neckarhalle, Eppelheim, Németország] = az 'Inca Roads' gitárszólója; új kísérettel, átszerkesztve megjelent a Joe’s Garage lemezen (On The Bus / Toad O'Line címmel). A nyitódallammal Zappa a Toto együttes "Hold The Line" című slágerét idézi. A címről lásd: Occam borotvája
  - FZ – gitár solo
  - Warren Cuccurullo – gitár
  - Denny Walley – gitár, vokál
  - Ike Willis – vokál
  - Tommy Mars – billentyűs hangszerek
  - Peter Wolf – billentyűs hangszerek
  - Ed Mann – ütőhangszerek
  - Arthur Barrow – basszusgitár
  - Vinnie Colaiuta – dobok
6. Heidelberg (1987) – 4:46 [1978. február 24., – Rhein-Neckar Stadion, Eppelheim, Németország] = a Yo' Mama gitárszólója; Eredetileg a "Guitar World – according to Frank Zappa" kiadványon jelent meg: a Guitar World magazin kazettamelléklete volt (1987)
  - FZ – gitárszóló
  - Adrian Belew – gitár
  - Tommy Mars – billentyűs hangszerek
  - Peter Wolf – billentyűs hangszerek
  - Ed Mann – ütőhangszerek
  - Patrick O'Hearn – basszusgitár
  - Terry Bozzio – dobok
7. The Illinois Enema Bandit – 9:27 [1981. október 31., (ráadás) – The Palladium, NYC] Ugyanez a változat látható/hallható a The Torture Never Stops DVD-n.
  - FZ – gitár, ének
  - Ray White – ének, gitár
  - Steve Vai – gitár
  - Tommy Mars – billentyűs hangszerek
  - Robert Martin – billentyűs hangszerek, ének
  - Ed Mann – ütőhangszerek
  - Scott Thunes – basszusgitár
  - Chad Wackerman – dobok
8. Australian Yellow Snow – 12:26 [1973. június 25., – Hordern Pavilion, Sydney, Ausztrália]
  - FZ – gitár, ének
  - Sal Marquez – trombita, ének
  - Jean-Luc Ponty – hegedű
  - George Duke – billentyűs hangszerek, ének
  - Ian Underwood – fafúvósok, szintetizátor
  - Ruth Underwood – ütőhangszerek
  - Bruce Fowler – harsona
  - Tom Fowler – basszusgitár
  - Ralph Humphrey – dobok
9. Rollo – 2:57 [1975. szeptember 18., – Royce Hall, Los Angeles (UCLA)] A QuAUDIOPHILIAc lemezen hallható felvétel rövidebb változata.
  - The Abnuceals Emuukha Electric Orchestra